# Montagnac (Gard)
Montagnac é uma comuna francesa na região administrativa de Occitânia, no departamento de Gard. Estende-se por uma área de 8,68 km². Em 2010 a comuna tinha 208 habitantes (densidade: 24 hab./km²).